# Pankratiusbrünnchen
Das Pankratiusbrünnchen (auch Pancrazquelle) in Mainz war ein dem hl. Pankratius geweihter Brunnen, der im ehemaligen Gartenfeld vor dem Münstertor stand und aus welchem legendenhaft alle neugeborenen Mainzer entstammten. Sein Standort lag etwas nordwestlich der heutigen Bahnunterführung in Richtung Mombacher Straße, im heutigen Gleisbett des Mainzer Hauptbahnhofs. Aus dem kollektiven Gedächtnis der Mainzer ist das Pankratiusbrünnchen weitestgehend verschwunden.

## Geschichte
Schon in den Kartierungen von 1594 und 1657 ist die Quelle am unteren Ende des Hartenbergs verzeichnet. In der Karte von 1594 wird der Brunnen gemäß seiner Lage zwischen den Wiesen und Obstanlagen vor dem Befestigungsring der Stadt als Banghardtsbrunn (südhess. für Baumgarten) bezeichnet. Die Benennung nach dem hl. Pankratius (in den Quellen nachweislich ab 1657: Pancratzbronnen) führt die Geschichtsschreibung des 19. Jahrhunderts auf eine fränkische Pankratiuskapelle vor den Toren der Stadt zurück. In unmittelbarer Umgebung der Quelle stand bis zum Sturm der Franzosen 1793 eine Pankratiusstandbild im gräflich Walderdorffschen Garten (späterer mardnerischer Garten).
Im Jahre 1710 fasste Kurfürst Lothar Franz von Schönborn die Quelle durch ein Sandsteinbecken neu, das etwa 80 cm hoch war und mit einem Relief des Heiligen Pankratius verziert wurde. Der Heilige war als junger Mann abgebildet, rechts eine Fackel und links eine Fahne in den Händen haltend. Die Jahreszahl 1710 stand getrennt zu beiden Seiten der Figur. Über ihr war die Inschrift eingemeißelt: Iste fons beato Martyri Pancratio dedicatus est (Diese Quelle ist dem hl. Märtyrer Pankratius geweiht). Aus zwei Röhren ergoss sich die Quelle ins Becken. Um die runde Einfassung liefen vertiefte, steinerne Sitzbänke. Der Brunnen stand am südlichen Ende eines kleinen rechteckigen Platzes, auf den drei Wege zuliefen und der umgeben war von Gärten und Wiesen. Die Mainzer Stadterweiterung der 1870er Jahre und damit die bauliche Erschließung des Gartenfeldes löschte jegliche Erinnerungen an den stillen Charakter der Brunnenumgebung aus. Als eine Folge der Erbauung des Mainzer Hauptbahnhofs gilt das Brunnenbecken seit 1872 als verschollen.

## Legendenbildung: Das Brünnchen als Ursprung aller Mainzer
Das Pankratiusbrünnchen gehörte zu den in ganz West- und Mitteleuropa verbreiteten sogenannten Kinderquellen oder -brunnen, die bis zum Beginn des 20. Jahrhunderts eine große Rolle im Volksglauben für Frauen mit Kinderwunsch spielten. Kinder kamen demnach aus dem Wasser, aus einer abgelegenen oder in einem Wald verborgenen Quelle, die man durchaus kannte, aus einem sehr tiefen Brunnen, der mit dem ″Schoß der Erde″ verbunden war. Brunnen oder Teiche als Ort ungeborener Seelen sind ein altes und bekanntes Motiv aus dem Volksglauben an Perchta, bzw. Frau Holle, die im Wasser die ungeborenen Kinderseelen hütete, was motivisch in den noch heute bekannten Märchen der Gebrüder Grimm nachklingt. Auch der Volksglauben an den Storch, der die Neugeborenen an den Brunnen abholt und sie vor die Häuser der Familien legt, ist in diesem Detail heute nicht mehr geläufig.
In Mainz wurde der Kindersegen einer Familie bis ins 20. Jahrhundert mit dem Pankratiusbrünnchen erklärt, so eine abschätzige Quelle von 1844: In der Stadt wurde ihrer [der Pankratiusquelle] nur von den alten Weibern in ihren Märchen gedacht, welche sie den Kindern über ihre Herkunft ihrer Geschwister erzählten […]. Carl Zuckmayers Schauspiel Katharina Knie von 1928 ist das zeitlich jüngste Beispiel, in dem der Vater gegenüber seiner Tochter Katharina ins Schwärmen kommt:
Da warst du noch nit auf der Welt - un noch nit emal e Salzkartöffelche!! Aber im Pankratiusbrünnche haste schon ganz owwe geschwommen, fast bei de Seerose un hast nur gewart, daß dich der richtige Vater herausfischt! Un jetz biste da - Prost!!! […] Nach dem Zweiten Weltkrieg verliert sich der Glaube an die Wirkung des Pankratiusbrünnchen im lokalen Bewusstsein vollkommen.
In vielen der historischen Quellen klingt neben dem Charakter eines Kinderbrunnens auch ein mehr oder weniger offener erotischer Subtext mit, der sich im Ruf des Pankratiusbrünnchen als heimlicher Treffpunkt für Liebespaare begründet. So auch im anonymen Bühnenstück Das Pankratius-Brünnchen von 1837 (Werner [zum Harfenmädchen]: Des glaab ich Engelge. Geb merr dei Handelche. Wann merr alläns wäre, müßte mich aach kisse lasse. Des Curblätzche hier is vor die Curmacherei net üwwel gelege. […] Müllerche: […] An dem Pankratiusbrünnche, wo mer die Kinnerche draus holt, sinn die Späßercher gefährlich. Des sin so mey Bemerkunge […]) und ebenso in einem Fastnachtslied aus dem Jahre 1860 (Melodie Spannenlanger Hansel):
Aus dem Pankratiusbrinnche

kam einst, nur spannelang,

ähn klaner Knirps geschwumme,

der wie e Flötche sang:

    Dudel dudel Dipche,

    hört, was der Knirps nit kann,

    dudel dudel Dipche,

    fängt er zu singen an.

Mit Schiwlaie und Griffel

ging in die Schul er aach,

doch Lumpesträch unn Posse

micht er de ganze Tag

    Dudel dudel Dipche,

    spannelanger Mann,

    fing er laut zu singe

    selbst beim Lehrer an.

Unn später gabs e Schlipche ,

lag stets im Wirtshaus drein

unn sang dann's Lieddie weiter,

wann er bekneipt vom Wein:

    Dudel dudel Dipche,

    spannelanger Mann,

    hot so lang gedudelt,

    dudelt wann er kan.

Unn endlich reißt vom Dudle […]

Theodor Eichberger hat die Erinnerung an das Mainzer Gartenfeld als Ort geheimer Liebschaften im Fastnachtsvortrag von 1884 Unser närrischer Fortschritt festgehalten:
Un's is do for e Liewespaar

Nit mehr so scheen, wie's früher war.

Wo höchstens sunst der Mondenschein

Geschiene in de Weg enein,

Un Bänk in dichte Sträuch' un Büsch'

Gestanne hawwe fürsorglich;

Wo, nor geseh'n vun stille Sterne,

Die Lieb' sich hämlich hot erfreut:

Do brenne jetzt die Gaslaterne

Un aus de Fenster gucke Leut'.

## Heilquelle für Bad Mainz
Im Jahre 1837 gelangte der Brunnen kurze Zeit zu einem ganz anderen Ruhm. Aus Mainz und Umgebung kamen die Menschen, um das Wasser für Kur- und Heilzwecke zu verwenden. Es wurde schon immer als besonders reines und gesundes Wasser bezeichnet und wurde jetzt auch für Kaltwasserkuren empfohlen. Man versuchte aus dem öffentlichen Interesse Gewinn zu schlagen und die Stadt zur Kurstadt zu erheben. Der Platz um den Brunnen konnte den Besucherstrom gar nicht mehr fassen, so dass man ihn mit Kies neu anlegte, die Brunnenschale mit Eisenringen und einem eisernen Deckel renovierte und die Bänke erneuerte. Brunnenbuben reichten den zahlreichen Besuchern das Wasser an.
Der Gedanke einer Umbenennung der Stadt in Bad Mainz tauchte später in der Fastnacht wieder auf. So als Thema eines Rosenmontagsumzuges (Kurstadt Bad Mainz) und einer Fastnachtsposse: Bad Pankratiusbrunnen oder Die Prinzengardisten, verfasst von Otto Mehling und aufgeführt im Stadttheater Mainz am 9. und 10. Februar 1893.

## Straßennamen
Mainzer Adressbücher verzeichneten immer wieder Einträge mit Bezug auf den Pankratiusbrunnen :
Platz ahm sogenannten Pancratiibronnen (18. Jahrhundert), Im Reile am Pankratiusbrunnen (Adressbuch von 1850), Am Pankratiusbrünnchen (Adressbuch von 1853).
Die heutige Pankratiusstraße (vor der Stadterweiterung Pankratiusweg) in der Mainzer Neustadt ist nach dem Pankratiusbrunnen benannt. Das Gasthaus Zum Pankratius-Brünnchen (ehemal. Kaiser-Wilhelm-Ring 46) erinnerte in unmittelbarer Nachbarschaft und zwar erst nach der Beseitigung des Brunnens an diese Mainzer Institution.